# 中国共产党三边地方委员会
中国共产党三边地方委员会，简称中共三边地委、三边地委，前身是成立于1937年10月的中共三边特委，隶属于中共陕甘宁边区委员会。

## 历史
1935年11月，中国共产党中央委员会决定组建中共三边特委（又称中共西特委），加强对东靖边、定边和西靖边的管理，谢维俊任书记兼三边剿匪总指挥，后因西靖边县苏维埃政府警卫连连长宗文耀等人叛乱，谢唯俊等特委干部遇害，三边特委遭破坏。1936年6月，红军占领定边、盐池等城镇，毛泽民、贾拓夫等人组成中共中央巡视团到三边开展工作。1936年10月，中共三边特委再次建立，贾拓夫、李维汉（代理）、罗梓铭、张德生先后任书记，下辖安边、定边和宁夏盐池县委以及绥远省的鄂托克工委。1937年5月，陕甘宁省委决定撤销三边特委，成立中共定边中心县委。
1937年10月，以中共定边中心县委为基础，成立中国共产党三边特别委员会，简称中共三边特委，机关驻定边县城，白如冰任书记，归陕甘宁边区委员会领导，下辖定边、盐池、靖边（靖横）3个县委和三段地工委。
1937年12月，中共陕甘宁边区委员会将中共三边特委改为中共三边分区委员会，书记先后有白如冰、刘英勇、白栋材、白治民、高峰、郭炳坤担任。
1942年12月，中共中央西北局决定将中共三边分区委员会改为中共三边地方委员会，实行党、政、军一元化领导。1943年1月，中共三边分区委员会据中共西北中央局决定改为中共三边地方委员会，王世泰、贺晋年、高峰、郭炳坤、朱敏等先后担任地委书记。中共三边地委先后辖定边、盐池、靖边、吴旗、安边等县委。
1945年2月21日，中国共产党伊克昭盟工作委员会重建，由中共三边地委协助其工作。1946年2月21日，中共伊盟工委不再与三边地委合并设立，受中共中央西北局直接领导。1946年5月20日，中共宁夏工委成立，归三边地委管辖。1946年10月，伊盟工委重新划归中共三边地委领导。1947年1月，宁夏工委与伊盟工委会并为中共宁绥工委，归西北局领导，对外仍以三边地委统战部名义出现。1947年春，西安綏靖公署主任胡宗南率部进攻陕甘宁边区，中共一度丧失对盐池、定边、安边等县的控制。
1949年5月，中国共产党陕北区委员会成立，三边地委归其领导。1949年9月27日，撤销三边地委，其所辖的盐池县委划归宁夏管辖；安边、吴旗县制撤销，定边、靖边工委归陕北区党委直辖。